# Серизоль
Серизо́ль (фр. Cérizols) — коммуна во Франции, находится в регионе Юг — Пиренеи. Департамент коммуны — Арьеж. Входит в состав кантона Сент-Круа-Вольвестр. Округ коммуны — Сен-Жирон.
Код INSEE коммуны — 09094.

## Население
Население коммуны на 2008 год составляло 153 человека.
| 1962 | 1968 | 1975 | 1982 | 1990 | 1999 | 2008 |
| ---- | ---- | ---- | ---- | ---- | ---- | ---- |
| 174  | 190  | 175  | 156  | 145  | 138  | 153  |

## Экономика
В 2007 году среди 86 человек в трудоспособном возрасте (15—64 лет) 67 были экономически активными, 19 — неактивными (показатель активности — 77,9 %, в 1999 году было 75,0 %). Из 67 активных работали 63 человека (35 мужчин и 28 женщин), безработных было 4 (1 мужчина и 3 женщины). Среди 19 неактивных 2 человека были учениками или студентами, 12 — пенсионерами, 5 были неактивными по другим причинам.